# Lisa Alther
Lisa Alther, född 23 juli 1944 i Kingsport, Tennessee, är en amerikansk författare.
Alther studerade vid Wellesley College och arbetade därefter som förlagsredaktör i New York.